# クロード・ヌガロ

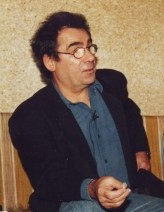
クロード・ヌガロ（1980年代）

クロード・ヌガロ（Claude Nougaro、1929年9月9日 - 2004年3月4日）は、フランスのジャズ歌手、詩人。

## 生涯と経歴
クロード・ヌガロは、1929年9月9日、トゥールーズにて、敬愛されるフランス人オペラ歌手ピエール・ヌガロとピアノ教師リエッテ・テリーニの息子として生まれた。母方の祖父母はイタリア人で、祖父はトスカーナ州リヴォルノ、祖母はピエモンテ州サン・ダミアーノ・ダスティで生まれた。トゥールーズで祖父母に育てられ、ラジオでグレン・ミラー、エディット・ピアフ、ルイ・アームストロングなどの音楽を聴いて育った。1947年、バカロレア試験に不合格となり、ジャーナリストとしてのキャリアをスタート。ヴィシーの『Le Journal des Curistes』や『L'Echo d'Alger』など、様々なジャーナル誌に寄稿した。同時に、マルセル・アモン（「Le barbier de Belleville」「Le balayeur du roi」）やフィリップ・クレイ（「Joseph」「La sentinelle」）のために曲を作曲した。ジョルジュ・ブラッサンスと出会い、彼は後に友人かつメンターとなった。
1949年、モロッコのラバトで外国人部隊に入隊し、兵役を終えた。
エディット・ピアフの作詞家であるマルグリット・モノに歌詞を送り、モノが曲をつけた（「Méphisto」「Le Sentier de la guerre」）。1959年、パリのモンマルトルにあるキャバレー「ラパン・アジル」で生計を立てるために歌手として活動し始めた。
1962年、彼は自ら作品「Une petite fille」と「Cécile ma fille」（1962年生まれの娘と、ラパン・アジルで出会った妻シルヴィーに捧げられた）を歌うことを決意した。これらの曲は、ダリダのコンサートへの参加で既に浸透しつつあった彼の知名度を、たちまちより広い層へと押し上げた。1963年には交通事故に遭い、数ヶ月間動けなくなる。翌年、彼はブラジルへ渡り、パリのオランピア劇場、パリ市立劇場、リヨンのパレ・ディヴェールといった名高いホールで歌を披露した。1965年、友人ジャック・オーディベルティが亡くなった後、ヌガロは彼に敬意を表して「Chanson pour le maçon」を作曲した。1968年5月の五月危機は、後に放送禁止となる、生死をかけた激しい訴え「Paris Mai」を生み出すきっかけとなった。同年、彼はオランピア劇場で初のライブ・アルバム『Une soirée avec Claude Nougaro』を録音した。
彼のキャリアは順調に進み、『Le jazz et la java』『Tu verras』『Île de Ré』『Armstrong』『Toulouse』『Petit taureau』といった成功を収めた。しかし1984年、所属レコード会社は契約を更新しなかった。ヌガロはインスピレーションを求めてニューヨークへ渡り、滞在中に自費で制作・録音したアルバム『Nougayork』は、予想外の大成功を収めた。1988年にはヴィクトワール・ド・ラ・ミュージックで「最優秀アルバム賞」と「最優秀アーティスト賞」を受賞。1993年から1997年にかけて3枚のニュー・アルバムをリリースした。
1995年に心臓手術を受けた後、その健康状態は悪化していった。2003年には、トゥールーズ音楽祭への出演が叶わなくなった。1998年から2004年にかけては、エイズに苦しむ子どもたちを支援するアルバムの制作を除けば、コンサートやフェスティバルへの参加に力を入れていった。2004年初頭に再手術を受け、3月に癌のため74歳で亡くなった。

## ディスコグラフィ

### スタジオ・アルバム
- Claude Nougaro (1958年、President)
- Claude Nougaro (1962年)
- Claude Nougaro n°2 (1964年)
- Bidonville (1966年)
- 『プチ・トロー』 - Petit taureau (1967年)
- Sœur âme (1971年)
- 『ロコモティヴ・ドール』 - Locomotive d'or (1973年)
- Récréation (1974年)
- Femmes et famines (1975年)
- Plume d'ange (1976年)
- Tu verras (1978年)
- Assez ! (1980年)
- Chansons nettes (1981年)
- Ami-chemin (1983年)
- Bleu blanc blues (1985年)
- Nougayork (1987年)
- Pacifique (1989年)
- Chansongs (1993年)
- L'Enfant phare (1997年)
- Embarquement immédiat (2000年)
- La Note bleue (2004年)

### ライブ・アルバム
- Une soirée avec Claude Nougaro (1969年) ※オランピアにて録音
- Nougaro 77 (1977年) ※オランピアにて録音
- Nougaro 79 (1979年)
- Au New Morning (1982年)
- Zénith made in Nougaro (1989年)
- Une voix dix doigts (1991年)
- The best de scène (1995年)
- Hombre et lumière (1999年) ※トゥールーズにて録音
- Au Théâtre des Champs-Elysées (2002年)

## 作曲アルバム
- L'ivre de mots (2002年)
- Fables de ma fontaine (2003年)